# جودی گریر
جودی گریر (انگلیسی: Judy Greer؛ زادهٔ ۲۰ ژوئیهٔ ۱۹۷۵) هنرپیشه و مؤلف اهل ایالات متحده آمریکا است. وی از سال ۱۹۹۷ میلادی تاکنون مشغول فعالیت بوده‌است.

## فیلم‌شناسی
- جرم هنری
- ۲۷ لباس
- رفتن از ۱۳ به ۳۰
- فرزندان
- ماجراهایی در مدرسه عمومی
- اقتباس.
- طراح مراسم ازدواج
- عشق و داروهای دیگر
- بزرگ
- ویلسون
- استثنایی‌ها
- عالی جدید و شگفت‌انگیز
- عشق پیش می‌آید
- دایناسور خوب
- دنیای ژوراسیک
- سرزمین فردا
- مارمادوک
- الیزابت‌تاو
- جیمی مارکس مرده‌است
- سه پادشاه
- فرزنو
- رویاهای آمریکایی
- مادربزرگ
- روستا
- نفرین‌شده
- جنگ برای سیاره میمون‌ها
- هالووین
- مرد مورچه‌ای و زنبورک
- عشق لولی
- بازی با آتش
- بری ماندی
- جف،کسی که در خانه زندگی می‌کند
- شما اهل کدام سیاره هستید؟
- مجموعه تلویزیونی

## زندگی شخصی
در سال 2011، گریر با دین ای. جانسن، تهیه کننده اجرایی Real Time با بیل ماهر ازدواج کرد و نامادری دو فرزند خود از ازدواج قبلی شد.
گریر کاتولیک بزرگ شد، اگرچه در سن 10 سالگی والدینش را متقاعد کرد که به او اجازه دهند به یک کلیسای پروتستان برود و ادعا می کرد که فکر می کند در آنجا به خدا نزدیکتر خواهد بود. دلیل واقعی این بود که او فکر می کرد پسران در آن کلیسا زیباتر هستند. در سال 2014، گریر اظهار داشت که دیگر یک کاتولیک نیست.
در سال 2014، او به Glamour گفت: "من می خواستم سعی کنم چگونه مراقبه را یاد بگیرم، و در مورد انواع مختلف مدیتیشن تحقیق کردم. TM ساده ترین به نظر می رسید، و من دوست داشتم که به هیچ وجه مذهبی نباشد."
گریر یکی از اعضای هیئت مدیره پروژه شامپانزه ها، پناهگاهی برای شامپانزه های تحقیقاتی سابق است. او یک دموکرات ثبت شده است.